# مارتين سانشيز
مارتين سانشيز (بالإسبانية: Martín Sánchez)‏ (3 مايو 1979 بمدينة مكسيكو في المكسيك - 2 يوليو 2005) هو ملاكم مكسيكي، صنّف ضمن فئة وزن الريشة السوبر ‏.

## روابط خارجية
- مارتين سانشيز على موقع بوكس ريك (الإنجليزية) (registration required)